# Alphonso Ford
Alphonso Gene Ford (Greenwood, 31 ottobre 1971 – Memphis, 4 settembre 2004) è stato un cestista statunitense, ha giocato principalmente in Europa, diventando una star dell'Eurolega. A lui è intitolato l'Alphonso Ford Trophy, premio annuale per il miglior realizzatore dell'Eurolega.

## Carriera

### Gli inizi
Ford si avvicinò alla pallacanestro sin da giovane, giocando prima al liceo e poi alla Mississippi Valley State University, della quale diventò uno dei giocatori più importanti di sempre. Nei quattro anni al college mise a segno più di 3 000 punti, diventando il miglior realizzatore della storia della squadra nonché il primo giocatore nella storia dell'intera NCAA ad avere una media di almeno 25 punti a partita per quattro stagioni consecutive (i quattro anni di college). Con i suoi 3 165 punti totali, Ford si impose come quarto miglior marcatore della storia della NCAA dietro a Pete Maravich, Freeman Williams e Lionel Simmons.

### La NBA e la CBA
Dopo l'università venne scelto dai Philadelphia 76ers al secondo giro del draft NBA 1993, ma il college di provenienza non godeva di grande visibilità, e Ford aveva una statura troppo bassa per emergere nella NBA come guardia. Giocò gran parte della stagione 1993-1994 nella lega CBA con i Tri-City Chinook, poi venne ingaggiato dai Seattle SuperSonics con cui, tra il marzo e l'aprile 1994, collezionò le prime sei apparizioni in NBA della sua carriera seppur con un basso minutaggio (2,7 minuti a partita). Cominciò in CBA anche la stagione seguente, sempre con i Tri-City Chinook, quindi ebbe una seconda parentesi in NBA tra il marzo e l'aprile 1995 con la squadra che lo scelse al draft, i Philadelphia 76ers, con cui scese in campo in cinque occasioni a 19,6 minuti di media prima di essere tagliato.

### Spagna e Grecia
In vista della stagione 1995-1996 decise di approdare per la prima volta in un campionato europeo firmando con gli spagnoli dell'Huesca. Con i suoi 24,9 punti a partita chiuse la Liga ACB 1995-1996 con la seconda miglior media realizzativa del torneo, contribuendo al raggiungimento di una salvezza ottenuta ai play-out (anche se poi il club vendette il titolo sportivo in estate).
L'anno seguente disputò il suo primo campionato in Grecia con i colori del Papagou, risultando il miglior realizzatore del torneo con una media di 23,9 punti a partita. Contribuì al settimo posto della squadra nella stagione regolare, anche se il cammino si concluse con l'eliminazione al primo turno dei play-off. Prima dell'inizio della stagione 1997-1998 gli venne diagnosticata una malattia del sistema immunitario caratterizzata da una diminuzione dei globuli bianchi, una sindrome che si sarebbe potuta trasformare in qualsiasi momento in leucemia. Nonostante ciò, dopo un periodo di cure durato circa un'annata sportiva, Ford continuò comunque a giocare a basket sottoponendosi ad analisi di laboratorio effettuate ogni quindici giorni.
Nel 1998-1999 vestì dunque la canotta dello Sporting Atene rimanendo su livelli realizzativi simili a quelli precedenti allo stop per la malattia, visti i suoi 22,7 punti di media.
Nella stagione successiva firmò con il Peristeri, altra compagine della massima serie greca. Oltre a laurearsi miglior realizzatore del campionato per la seconda volta in carriera (come avvenuto nel 1996-1997) con 22,7 punti di media, guidò i gialloblù al quinto posto in regular season e successivamente ai quarti di finale play-off, epilogo sufficiente a qualificare la squadra per la prima volta all'edizione dell'Eurolega dell'anno seguente. L'annata 2000-2001 si rivelò ancora migliore dal punto di vista dei risultati sia per il giocatore che per la squadra: dal punto di vista individuale Ford si impose come miglior realizzatore sia in campionato (per la terza volta, con 24,1 punti di media) in Eurolega (26,0 punti di media in dodici presenze), mentre a livello di squadra il Peristeri si classificò secondo nella regular season del campionato (a pari merito con la capolista Panathinaikos) arrivando fino alle semifinali, e secondo nel proprio girone di Eurolega per poi essere eliminato solo agli ottavi di finale dai futuri finalisti del TAU Vitoria nonostante i 41 punti dello stesso Ford in gara 1.
Reduce dal riconoscimento di MVP del campionato greco, nell'estate 2001 si trasferì alla sua quarta squadra ellenica, i vicecampioni di Grecia dell'Olympiakos. In campo europeo Ford si confermò miglior realizzatore dell'Eurolega 2001-2002 (con 24,6 punti di media), mentre in campo nazionale vinse la Coppa di Grecia 2001-2002. In campionato la squadra arrivò fino alle finali che videro i biancorossi portarsi inizialmente avanti 2-0 nella serie contro l'AEK, ma un infortunio alla schiena occorso a Ford dopo gara 2 indusse il tecnico Slobodan Subotić alla discussa scelta di tenerlo fuori causa per partite successive nonostante il giocatore avesse dichiarato pubblicamente di sentirsi pronto per scendere in campo, con gli avversari che nel frattempo completarono la rimonta.

### In Italia

Ford nel 2002-03 alla Montepaschi Siena

Il 29 luglio 2002 venne annunciato il suo arrivo in Italia con l'ingaggio da parte della Montepaschi Siena. Nella Serie A 2002-2003 realizzò 18,8 punti con il 43,7% da tre in trentaquattro partite di regular season, mentre ai play-off segnò 21,0 punti di media nelle sette partite che videro i toscani uscire alle semifinali scudetto (raggiunte per la prima volta nella storia del club) contro la Benetton Treviso. Allo stesso tempo, i biancoverdi entrarono per la prima volta tra le migliori quattro squadre anche in Eurolega, avendo raggiunto le final four di Barcellona dove furono eliminati anche in questo caso dalla Benetton Treviso. L'apporto di "Fonzie" in quest'edizione della massima competizione europea fu di 17,9 punti a gara, che gli valsero l'inserimento nel primo quintetto dell'All-Euroleague Basketball Team di quell'anno, come già accaduto ai tempi del Peristeri.
Il 6 agosto 2003 approdò ufficialmente alla Scavolini Pesaro con un contratto annuale. Nel corso della stagione trascinò la squadra biancorossa al quarto posto nella regular season del campionato con una media di 23,5 punti a partita e una percentuale del 46,7% nei tiri da tre punti. Il 14 marzo 2004, nella trasferta di Teramo, mise a segno il suo career high italiano con una prova da 41 punti, frutto di un 7/12 al tiro da due e un 8/10 da tre, oltre che un 3/3 ai tiri liberi. Nel corso dei play-off fu frenato da un problema muscolare ai flessori della coscia sinistra, che lo portò talvolta a giocare zoppicando. Eliminata alle semifinali da Siena, la formazione pesarese si qualificò comunque per l'Eurolega dell'anno successivo.

### L'annuncio shock
A fine luglio 2004 firmò un rinnovo di contratto annuale con Pesaro. Il successivo 26 agosto, tuttavia, Ford scioccò la pallacanestro italiana con una commovente lettera alla società e ai tifosi:
Con Rispetto, Alphonso Ford»
(Alphonso Ford)
La sua impossibilità di continuare a giocare a basket fu dovuta alla malattia con cui conviveva dal 1997, la quale lo obbligava nel frattempo ad assumere medicinali e ad effettuare controlli periodici.
Nella notte fra il 3 e il 4 settembre 2004, a neanche due settimane di distanza dall'annuncio ufficiale del suo ritiro, Ford morì all'età di 32 anni in un ospedale di Memphis, negli Stati Uniti, dove si era recato per curarsi a tempo pieno per l'aggravarsi della sua leucemia.

## Statistiche

### College
| Anno      | Squadra           | PG  | PT | MP   | TC%  | 3P%  | TL%  | RP  | AP  | PRP | SP  | PP   |
| --------- | ----------------- | --- | -- | ---- | ---- | ---- | ---- | --- | --- | --- | --- | ---- |
| 1989-1990 | MVSU Delta Devils | 27  | -  | 31,8 | 44,1 | 36,1 | 73,7 | 4,9 | 1,9 | 1,5 | 0,2 | 29,9 |
| 1990-1991 | MVSU Delta Devils | 28  | 27 | 33,4 | 48,7 | 33,1 | 76,5 | 6,0 | 1,4 | 2,2 | 0,1 | 32,7 |
| 1991-1992 | MVSU Delta Devils | 26  | -  | 33,2 | 45,0 | 30,3 | 75,7 | 5,6 | 3,7 | 2,5 | 0,4 | 27,5 |
| 1992-1993 | MVSU Delta Devils | 28  | -  | 32,7 | 43,6 | 35,2 | 79,1 | 5,3 | 3,9 | 1,9 | 0,4 | 26,0 |
| Carriera  | Carriera          | 109 | 27 | 32,8 | 45,4 | 33,8 | 76,3 | 5,4 | 2,7 | 2,0 | 0,3 | 29,0 |

### Eurolega
| Anno      | Squadra         | PG | PT | MP   | TC%  | 3P%  | TL%  | RP  | AP  | PRP | SP  | PP   |
| --------- | --------------- | -- | -- | ---- | ---- | ---- | ---- | --- | --- | --- | --- | ---- |
| 2000-2001 | Peristeri       | 12 | 12 | 34,5 | 54,2 | 35,7 | 86,7 | 4,1 | 2,7 | 1,1 | 0,3 | 26,0 |
| 2001-2002 | Olympiakos      | 20 | 20 | 35,3 | 50,1 | 44,0 | 79,3 | 4,8 | 3,2 | 1,2 | 0,6 | 24,8 |
| 2002-2003 | Mens Sana Siena | 22 | 22 | 32,1 | 48,1 | 36,8 | 77,4 | 3,0 | 2,3 | 2,0 | 0,3 | 17,9 |
| Carriera  | Carriera        | 54 | 54 | 33,8 | 50,4 | 39,5 | 80,6 | 3,9 | 2,7 | 1,5 | 0,4 | 22,2 |

## Palmarès

### Squadra
- Coppa di Grecia: 1

Olympiakos Pireo: 2001-02

### Individuale
- CBA Rookie of the Year: 1

Tri-City Chinook: 1994
- All-CBA First Team: 1

Tri-City Chinook: 1994
- CBA All-Rookie First Team: 1

Tri-City Chinook: 1994
- All-Euroleague First Team: 2

Peristeri Atene: 2000-01
Mens Sana Siena: 2002-03
- All-Euroleague Second Team: 1

Olympiakos: 2001-02
- A1 Ethniki MVP: 1

Peristeri: 2000-01
- MVP Coppa di Grecia: 1

Olympiakos: 2001-02